# Aranlı (Biləsuvar)
Aranlı è un comune dell'Azerbaigian situato nel distretto di Biləsuvar. Conta una popolazione di 539 abitanti.